# Trichoglottis lasioglossa
Trichoglottis lasioglossa là một loài thực vật có hoa trong họ Lan. Loài này được (Schltr.) Ormerod miêu tả khoa học đầu tiên năm 1997.